# Gare de Raon-l'Étape
La gare de Raon-l'Étape est une gare ferroviaire française de la ligne de Lunéville à Saint-Dié, située sur la commune de Raon-l'Étape, dans le département des Vosges en région Grand Est.
Elle est mise en service en 1864 par la Compagnie des chemins de fer de l'Est.
C'est une gare de la Société nationale des chemins de fer français (SNCF), du réseau TER Grand Est, desservie par des trains express régionaux.

## Situation ferroviaire
Établie à 292 mètres d'altitude, la gare de Raon-l'Étape est située au point kilométrique (PK) 418,729 de la ligne de Lunéville à Saint-Dié (voie unique), entre les gares de Thiaville et d'Étival-Clairefontaine.

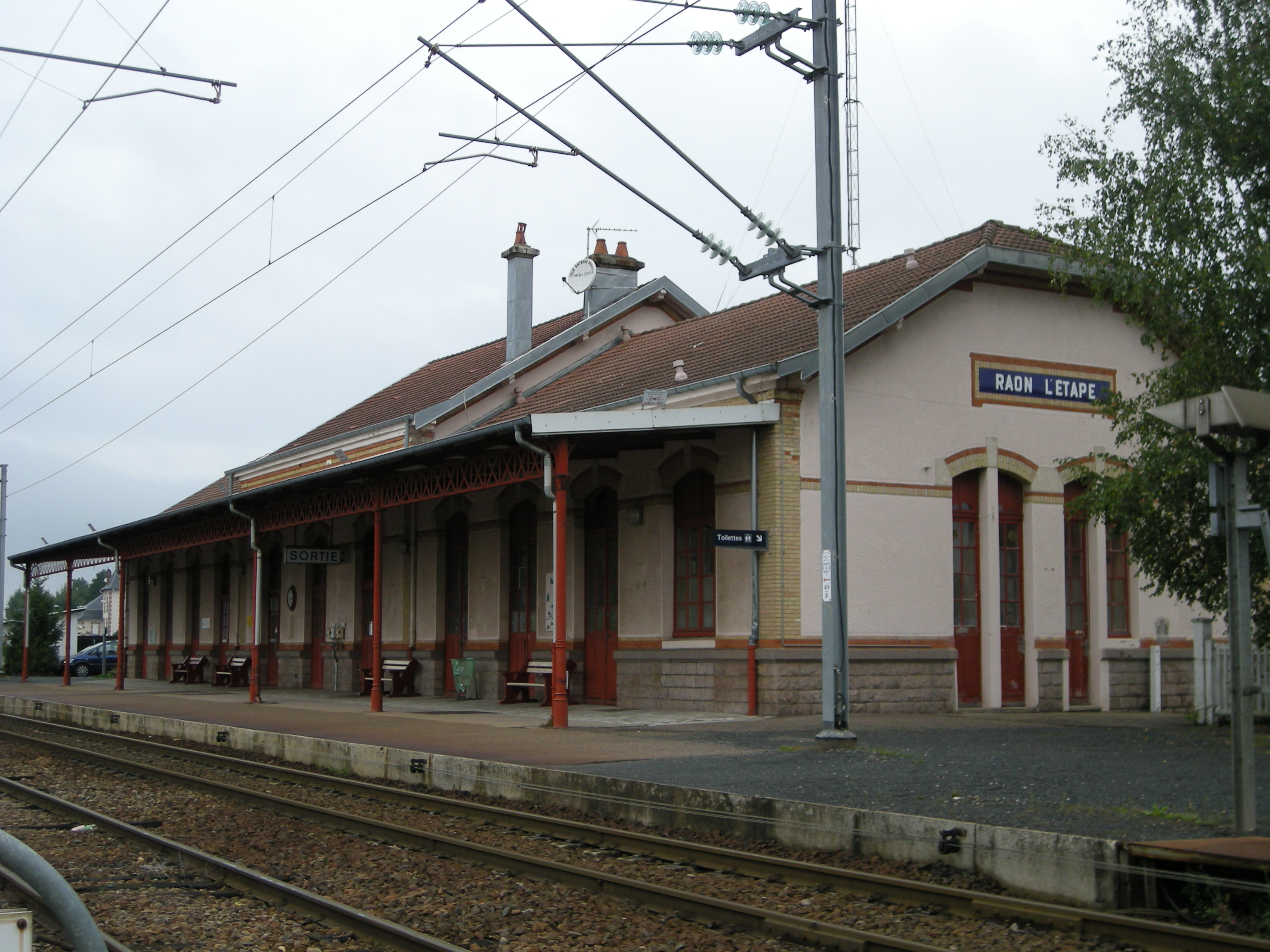
Voies et quais.

## Histoire
La gare de Raon-l'Étape est mise en service le 17 mai 1864 par la Compagnie des chemins de fer de l'Est, lorsqu'elle ouvre à l'exploitation la section de Lunéville à  Raon-l'Étape - Laneuveville.
La section suivante jusqu'à Saint-Dié est ouverte le 15 novembre 1864.

## Fréquentation
De 2015 à 2024, selon les estimations de la SNCF, la fréquentation annuelle de la gare s'élève aux nombres indiqués dans le tableau ci-dessous.
| Année     | 2015    | 2016    | 2017    | 2018    | 2019    | 2020   | 2021    | 2022    | 2023    | 2024    |
| --------- | ------- | ------- | ------- | ------- | ------- | ------ | ------- | ------- | ------- | ------- |
| Voyageurs | 118 162 | 110 172 | 112 507 | 104 082 | 111 001 | 84 240 | 100 814 | 119 015 | 126 526 | 143 675 |

## Service des voyageurs

### Accueil
Gare SNCF, elle dispose d'un bâtiment voyageurs, avec guichet, ouvert tous les jours. Elle est équipée d'un automate pour l'achat de titres de transport TER.

### Desserte
Raon-l'Étape est desservie par des trains TER Grand Est de la relation de Nancy à Saint-Dié-des-Vosges.

### Intermodalité
Un parking est aménagé.
Elle est desservie par des bus du réseau Connex Vosges, lignes 7/8 et 23.

## Service des marchandises
La gare dessert une carrière de ballast ; elle est donc le point de départ de trains chargés de ce matériau à destination des infrastructures ferroviaires. Elle est aussi desservie par des trains transportant du bois.